# Gaston Bourret
Pour les articles homonymes, voir Bourret.
Henri Désiré Gaston Bourret, né le 13 septembre 1875 à Saint-Léger (Alpes-Maritimes) et mort le 24 avril 1917 à Nouméa, est un médecin bactériologiste français.

## Biographie

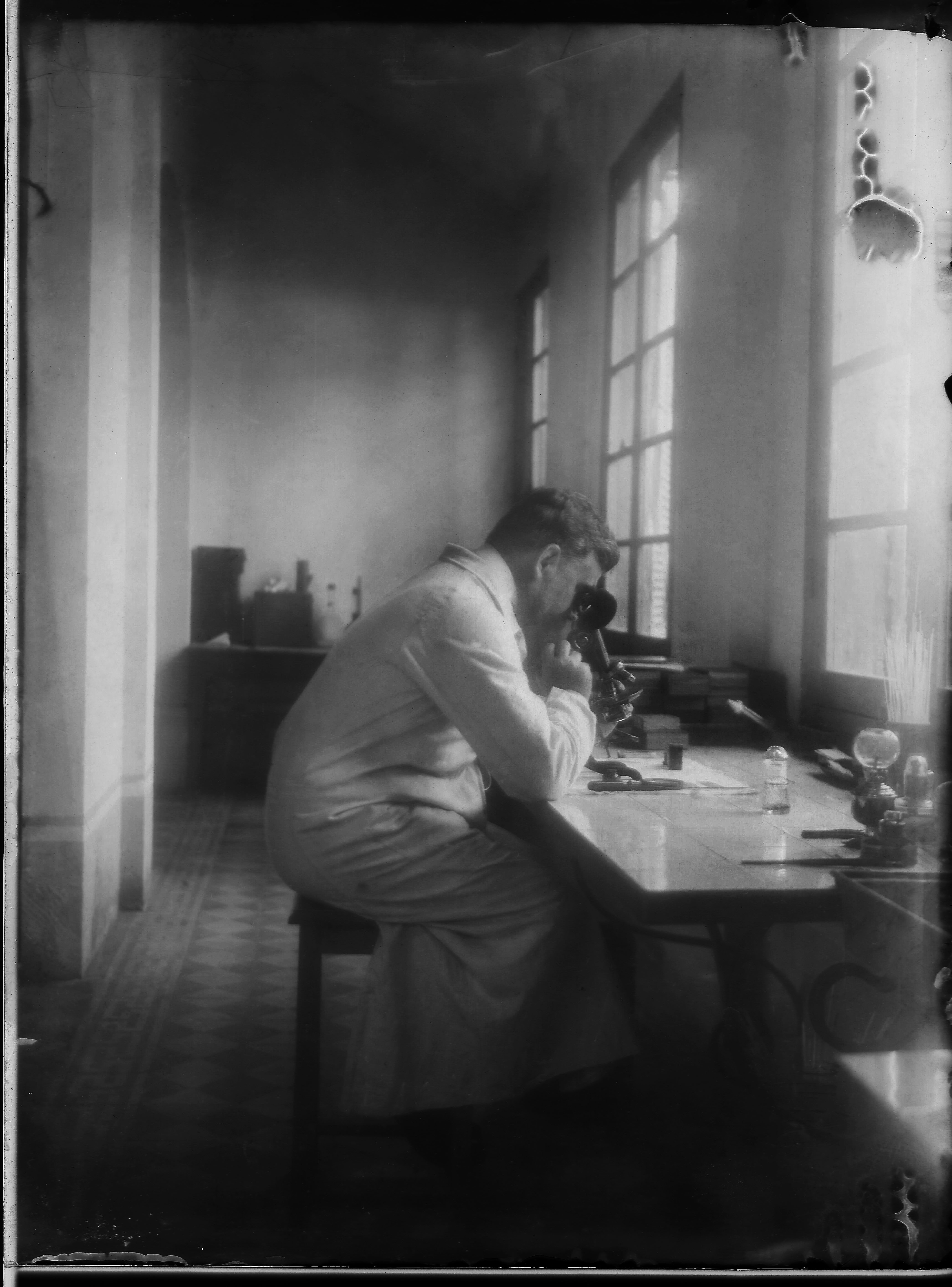
Gaston Bourret au travail.

Sa famille originaire de  Saint-Léger (Alpes-Maritimes) le poussait vers une carrière dans l'armée mais, attiré par la  médecine, il effectue ses études à l'école du service de Santé de la Marine à Bordeaux. Il en sort docteur en 1901, spécialisé en médecine tropicale. Sa thèse s'intitule "Contribution à l'étude des hématies à granulations basophiles dans le saturnisme expérimental". Il poursuit ensuite sa formation en bactériologie et deviendra un spécialiste de la lèpre. Certaines de ses publications sont encore disponibles (article "Quelques recherches sur la lèpre" dans ....?).  
Médecin militaire, il est alors désigné pour servir en Guinée (1905) . Il en revient en 1907 pour une affectation à Paris. Puis il est attaché à la mission scientifique dano-française aux Antilles en Guyane (1909). L'année suivante, Gaston Bourret est nommé Directeur du laboratoire bactériologique de Saint Louis au Sénégal (1910). Il épouse Renée Marie Hélène Bonnet le 22 octobre 1912 à Paris (7e arrondissement). L'armée le détache alors dans la capitale, à l'Institut Pasteur. Il repart aux colonies en 1913, cette fois à Hué en Indochine, de nouveau comme Directeur du laboratoire bactériologique. Au cours de ces années, il reçoit plusieurs distinctions coloniales. 
Lorsque éclate la Première Guerre mondiale, il est affecté à une unité d'infanterie coloniale puis dans diverses unités combattantes où ses faits d'armes lui vaudront la Croix de Guerre et la Légion d'honneur (1916):  "Médecin dévoué, consciencieux, qui s'est signalé au cours de la campagne par son zèle et la façon brillante dont il a dirigé son service". 

Médecin major de 1ère classe, il est envoyé en Nouvelle-Calédonie en décembre 1916 comme responsable du laboratoire de bactériologie de l’hôpital de Nouméa où sévissait une épidémie de peste. A la recherche d'un vaccin, il meurt de cette maladie le 24 avril 1917 après une contamination accidentelle par le bacille de Yersin lors d'une manipulation. Sa veuve obtient de faire inscrire la mention "Mort pour la France" en marge de son acte de décès. Sa tombe porte l'inscription "Mort victime du devoir". 
En hommage, dès 1917, le laboratoire de bactériologie sera baptisé Gaston Bourret. Plus tard, le centre hospitalier territorial de la ville prendra ce nom.            

## Postérité
Une exposition au sein du CHT et un livre ,"On l'appelait Gaston", ont été dévoilés au public en 2019 par le journaliste Jean-Marc Estournès. Il s'agissait de présenter l'histoire de l'hôpital depuis sa création. On y trouve donc expliqué le parcours de celui qui lui a donné son nom. Ce dernier est par ailleurs revenu à de nombreuses reprises dans l'argumentaire polémique autour des déclarations du Président de la République Emmanuel Macron sur la colonisation.

## Distinctions
- Chevalier de la Légion d'honneur en 1916[2].
- Croix de guerre 1914–1918
- Médaille coloniale, agrafe "Afrique Occidentale française"
- Officier d'académie
- Médaille de vermeil de l'Académie de médecine (vaccine) 1912
- Médaille d'Honneur en vermeil des épidémies

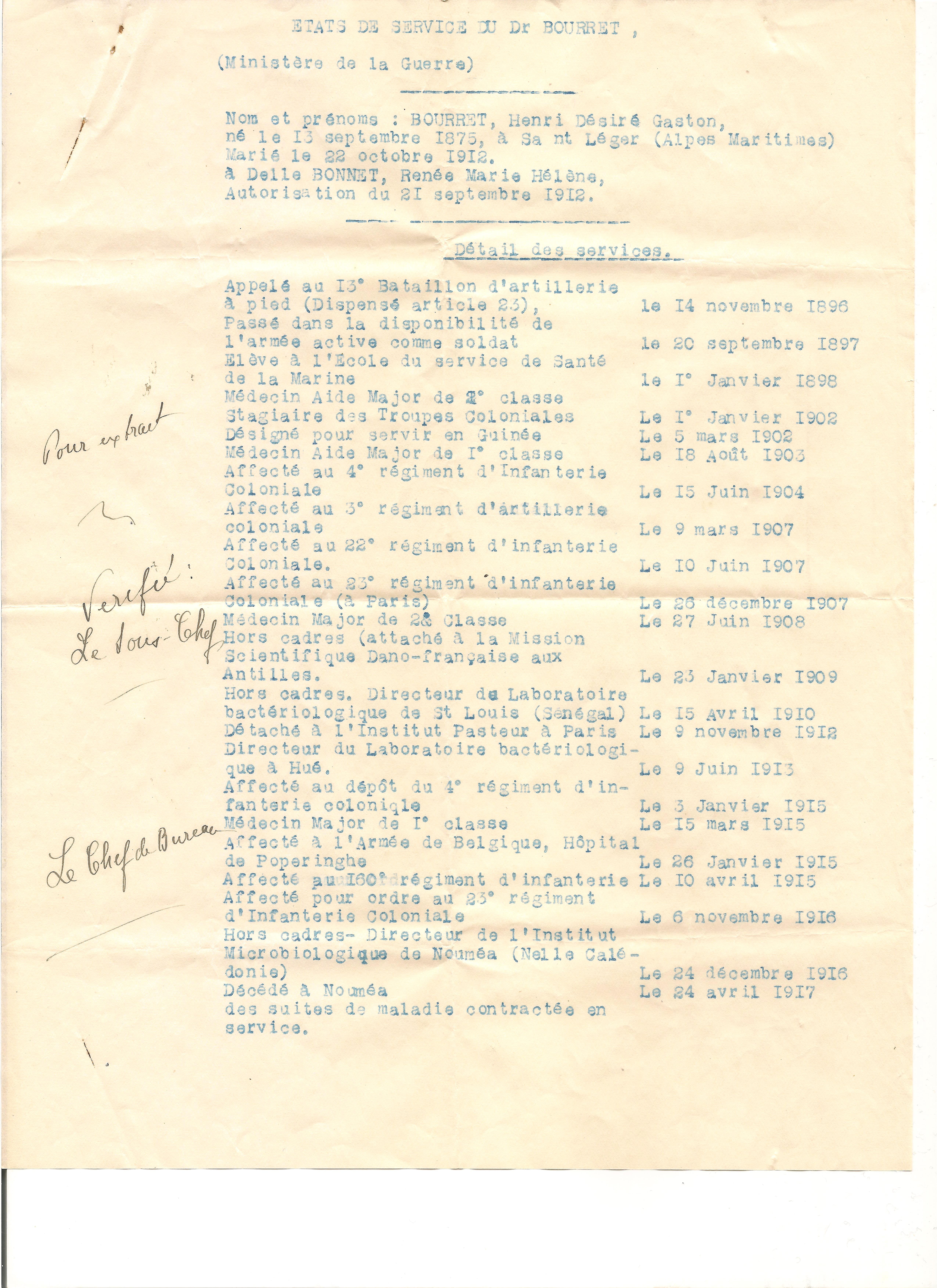
Certificat des états de service de Gaston Bourret - 1896-1917
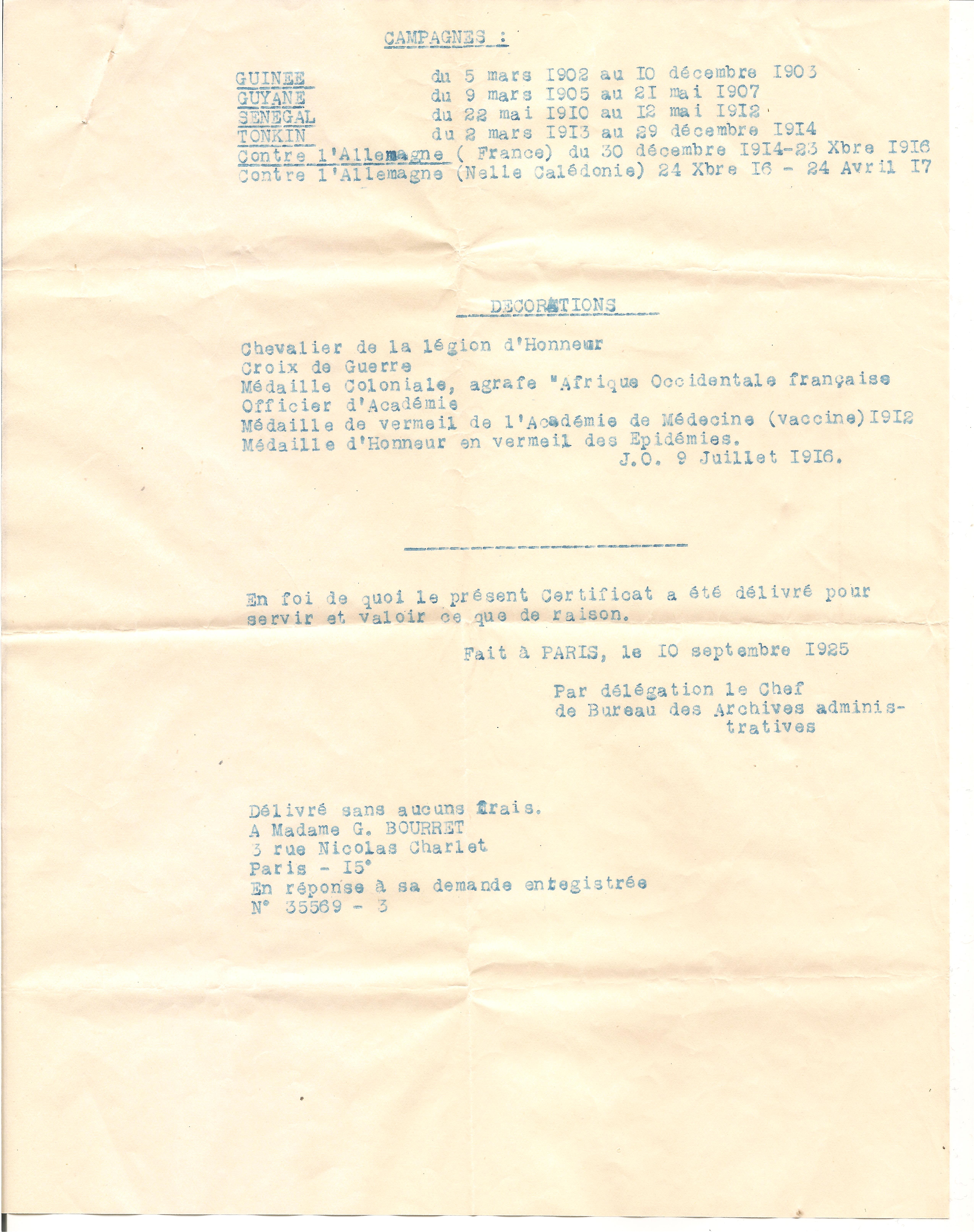
Certificat des états de service de Gaston Bourret (suite)
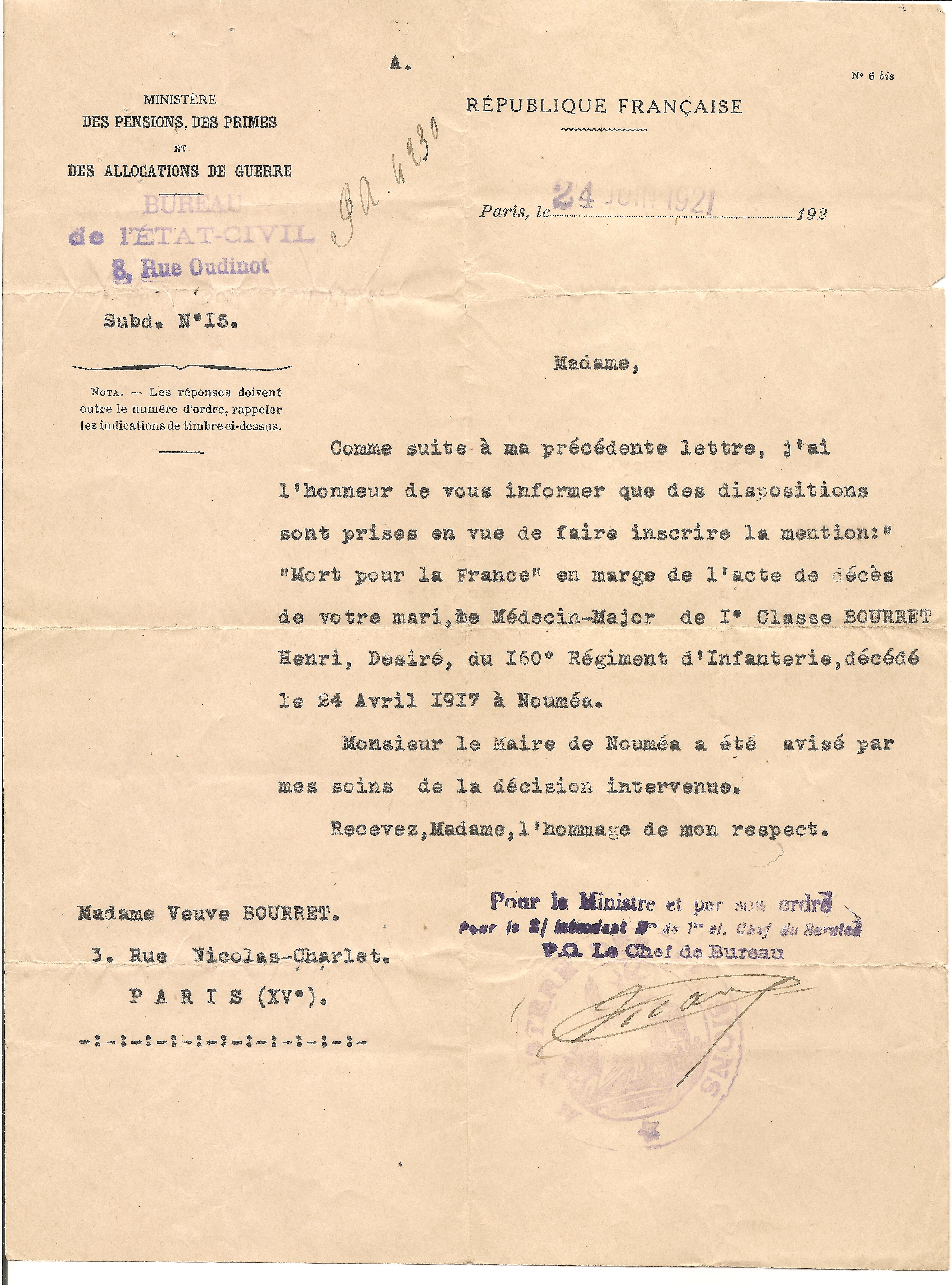
Lettre à Mme Veuve Bourret concernant la mention "Mort pour la France".